# Durward Knowles
Sir Durward Randolph Knowles  (Nassau, 2 november 1917 – aldaar, 24 februari 2018) was een Bahamaans zeiler.

## Loopbaan
Knowles nam in 1948 op de Olympische Zomerspelen deel namens het Verenigd Koninkrijk. Vanaf 1952 vertegenwoordigde hij er zijn geboorteland de Bahama's. Knowles won in 1956 samen met Sloane Farrington de eerste olympische medaille voor de Bahama's, met het winnen van de bronzen medaille in Melbourne. Tijdens de Olympische Zomerspelen 1964 won Knowles met Cecil Cooke de gouden medaille in de star, dit was de tweede olympische medaille voor de Bahama's. Knowles evenaarde tijdens de Olympische Zomerspelen 1988, met mede-zeiler Paul Elvstrøm, het record van acht olympische deelnames van de Italiaanse broers Piero en Raimondo D'Inzeo. In 1988 was Knowles ook vlaggendrager namens zijn land. In 1996 nam de Oostenrijkse zeiler Hubert Raudaschl voor de negende maal deel aan de spelen en nam het record over van Knowles.
Op de wereldkampioenschappen veroverde Knowles vier medailles: de wereldtitel in 1947, de zilveren medaille in 1954 en de bronzen medaille in 1946 en 1974. In 1996 werd Knowles door koningin Elizabeth II benoemd tot Sir.
Na het overlijden van de Hongaar Sándor Tarics op 21 mei 2016 werd Knowles de oudste levende olympisch kampioen. Hij overleed in zijn geboorteplaats op 100-jarige leeftijd. Knowles werd als oudste levende olympisch kampioen opgevolgd door de Finse langlaufster Lydia Wideman.

## Belangrijkste resultaten

### Wereldkampioenschappen[5]
| Jaar | Plaats         | Resultaten |
| ---- | -------------- | ---------- |
| 1946 | Havana         | star       |
| 1947 | Los Angeles    | star       |
| 1948 | Cascais        | 12e star   |
| 1949 | Chicago        | 12e star   |
| 1950 | Chicago        | 11e star   |
| 1951 | Gibson Island  | 11e star   |
| 1952 | Cascais        | 7e star    |
| 1953 | Napoli         | 7e star    |
| 1954 | Cascais        | star       |
| 1957 | Havana         | 20e star   |
| 1959 | Newport Beach  | 18e star   |
| 1961 | San Diego      | 6e star    |
| 1963 | Chicago        | 6e star    |
| 1966 | Kiel           | 10e star   |
| 1971 | Puget Sound    | 18e star   |
| 1972 | Caracas        | 5e star    |
| 1973 | San Diego      | 4e star    |
| 1974 | Laredo         | star       |
| 1975 | Lake Michigan  | 8e star    |
| 1976 | Nassau         | 6e star    |
| 1978 | San Francisco  | 65e star   |
| 1983 | Marina del Rey | 76e star   |
| 1985 | Nassau         | 54e star   |

### Olympische Zomerspelen
| Jaar | Plaats      | Resultaten |
| ---- | ----------- | ---------- |
| 1948 | Londen      | 4de star   |
| 1952 | Helsinki    | 5de star   |
| 1956 | Melbourne   | star       |
| 1960 | Rome        | 6de star   |
| 1964 | Tokio       | star       |
| 1968 | Mexico-stad | 5de star   |
| 1972 | München     | 13de star  |
| 1988 | Seoel       | 19de star  |